# Bachi

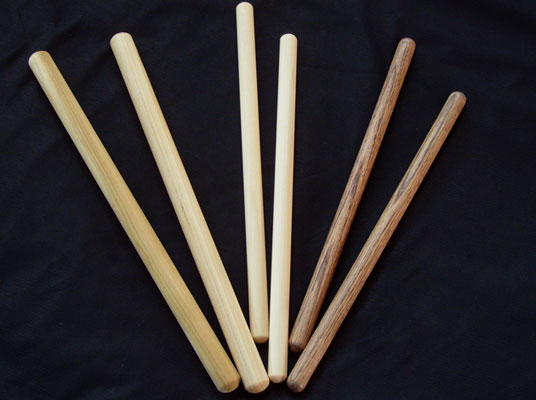
Bachi - Baquetas utilizadas para tocar tambores Taiko.

Bachi, también Batchi o Buchi, es el nombre de los palos de madera rectos utilizados para hacer sonar los tambores taiko japoneses, y también, escrito como 拨, del plectro o púa para instrumentos de cuerda como el shamisen y Biwa.
Los bachi se fabrican en una amplia variedad de tamaños y materiales, en función del parche que deberá batir. Un bachi de tamaño medio es de aproximadamente 22 mm de diámetro, 400 mm de largo y está fabricado con una madera dura como ser la de roble, siendo adecuados para una amplia variedad de estilos de interpretación. Un bachi para hacer sonar un tambor más grande, como el O-Daiko sería más grande, tanto en su grosor como en longitud. De manera similar, bachis más pequeños se utilizan para tambores más reducidos.
Otras maderas de uso común para fabricar un bachi son: (nombres japoneses entre paréntesis) 
- Arce (Kaede)

- Pino (Matsu)

- Ciprés (Hinoki)

- Magnolio (Hou)

- Haya (Buna)

- Bambú (Take)

La madera de magnolio es una de las maderas más ligeras y suaves, más adecuada para ejecutar pequeños tambores con un ataque agudo. En un tambor más grande, sin embargo, un bachi hou por lo general suena apagado y plano, ya que es demasiado ligero para atacar el grueso parche con la energía suficiente para generar los tonos más bajos del tambor. También es demasiado blando para tocar en el borde del tambor (en kuchi shoka se llama "ka"").
El Hinoki (ciprés) es un poco más difícil de hacer sonar que el Hou (magnolio), y suele ser más barato también. En el extremo opuesto, un Bachi kashi (roble) es pesado y duro. Produce un buen sonido durante la ejecución con grandes Taikos, pero en un tambor más pequeño, amortigua los armónicos más altos del instrumento, y los sonidos que produce son más apagados.
Los tambores Taiko forman parte de una forma de arte muy visual, y por lo tanto los bachis en ocasiones son decorados con campanillas y/o borlas para su uso durante la interpretación.